# 103e régiment de fusiliers motorisés
Pour les articles homonymes, voir 103e régiment et 121e régiment.
Le 103e régiment de fusiliers motorisés (en russe : 103-й мотострелковый полк, abrégé 103 мсп), de son nom complet le 103e régiment de fusiliers motorisés de l'ordre du Drapeau rouge (en russe : 103-й мотострелковый Краснознамённый полк), est une unité de fusiliers motorisés de l'armée de terre russe (n° d'unité 91708).
Le régiment fait partie de la 150e division de fusiliers motorisés de la 8e armée combinée de la Garde du district militaire sud, basée à Rostov-sur-le-Don, dans l'oblast de Rostov.

## Historique
Le régiment est formé en mars 1921 sur les instructions personnelles de Vladimir Lénine sous le nom de 1er régiment des ouvriers et paysans géorgiens. Jusqu'en décembre 1924, ses unités participent à la défaite des mencheviks géorgiens pendant la guerre civile russe. Le 13 décembre 1924, le régiment reçoit l'ordre du Drapeau rouge.
En 1939, le régiment fait partie de la 9e division de montagne et reçoit le nom de 121e régiment de fusiliers de montagne.
Pendant la Seconde Guerre mondiale, l'unité est déployée sur les offensives de Krasnodar, du Caucase du Nord, de Novorossiisk-Taman (ru), de Vistule-Oder, de Lvov-Sandomir, de Moravie-Ostrava et de Prague. En 1943, le nom de 121e régiment de fusiliers plastounes lui est attribué, avant de reprendre son nom d'avant-guerre à partir de 1946. L'unité est stationné à Krasnodar.
En 1957, le régiment de fusiliers de montagne est réorganisé en régiment de fusiliers motorisés.
En 1992, sous le commandant du major Rouslan Vodojdok, le régiment est réorganisé en 527e bataillon indépendant de fusiliers motorisés au sein de la 131e brigade indépendante de fusiliers motorisés.
Il est reformé le 1er décembre 2019 au sein de la 150e division de fusiliers motorisés sous le nom de 103e régiment de fusiliers motorisés. Le 18 janvier 2020, dans le cadre de cérémonies militaire, le commandant du district militaire sud, le colonel-général Alexandre Dvornikov, remet la bannière de bataille de l'unité ainsi qu'un buste en l'honneur du commandant du 1er front ukrainien, le maréchal de l'Union soviétique Ivan Koniev. L'unité achève ensuite sa formation au sein de la 150e division,.
L'unité est engagée lors de l'invasion de l'Ukraine par la Russie.